# 嘉玲
嘉玲（英語：Patsy Ka Ling，1934年12月—2022年11月21日），香港女演員，原名何佩英，生於中華民國大陸時期的廣東佛山南海，活躍於香港五、六十年代的粵語片。1953年考入「嶺光公司」演員訓練班，她演出的第一部電影是1955年拍攝的《三妻奇案》，並與同時期男演員謝賢合作相當數量作品。

## 簡歷
嘉玲於廣東南海出生，祖父為民國時期中國駐美國領事，父親在美國出生及接受教育。後來國共內戰，1949年舉家輾轉經廣州逃難到香港，是時已家道中落。嘉玲在真光女子中學畢業後，於1953年考入「嶺光公司」演員訓練班，並以「何嘉玲」作為藝名，同期同學有謝賢。第一部，亦是一出道就當女主角的電影是《三妻奇案》，於1955年上映，是嘉玲與謝賢於一同轉投「迪華公司」後所拍攝的。
同年，受著名導演秦劍邀請，與謝賢雙雙加盟該名導演所創辦的「光藝製片公司」。嘉玲亦正式以「嘉玲」作為藝名，並與南紅及江雪並稱為「光藝三大花旦」。著名作品包括：《血染相思谷》（1957年）、《酒店情殺案》（1958年）、《五月雨中花》上、下集（1960年）、《追妻記》（1961年）、《花花公子》（1964年）、《彈劍江湖》（1966年）、《英雄本色》（1967年）等。最後的一部作品是《人海奇花》（1967年）。
入行前，嘉玲曾有過一段婚姻，後因性格不合而離婚，與黃姓前夫育有一子，為演員黃栢文。1963年，嘉玲嫁給泰國華僑姚武麟。1967年息影，隨丈夫移居曼谷。育有二女一子，並歸化泰國，泰國名字叫「Patsy Wongsanguan」。
2022年11月21日，嘉玲因慢性阻塞性肺病於曼谷寓所在睡夢中辭世，享壽87歲，契女郭秀雲證實其死訊。

## 私人生活
1950至60年代，嘉玲與謝賢經常以熒幕情侶形象搭檔演出，現實中他們亦曾交往達七年之久。嘉玲亦是謝賢公開承認的第一位女朋友。其後，因嘉玲欲結婚但謝賢仍為當時得令小生，二人遂於1962年分手。
嘉玲於1963年嫁予泰國華僑姚武麟，1967年後息影並移居曼谷，二人育有二女一子。
較鮮為人知的是，演員黃栢文為嘉玲與首任丈夫的兒子。嘉玲入行前曾有過一段婚姻，但二人在兒子黃栢文出生（1953年）後不久已離婚。黃栢文後來跟從父親到外國生活，一直由其祖母照顧，直至8歲回港，嘉玲知悉後主動聯絡相認。由於工作關係，黃栢文於嘉玲離世前都沒有公開二人的母子關係。

## 電影作品
- 三妻奇案（1955年）... 董麗影
- 手足情深（1956年）... 楊淑薇
- 遺腹子（上集）（1956年）
- 遺腹子（下集大結局）（1956年）... 曼華
- 999命案（1956年）... 謝小瓊
- 捉姦記（1957年）... 裘萍（客串）
- 椰林月（1957年）... 程淑荷
- 金蓮花（1957年）... 九花娘
- 九九九海灘命案（1957年）... 何麗萍
- 血染相思谷（1957年）... 藍怡
- 唐山阿嫂（1957年）... 汪明珠
- 情賊（1958年）... 杜梅娜
- 鮮花殘淚（1958年）... 羅鳳琴
- 橫刀奪愛（1958年）... 施倩雲
- 海濱春色（1959年）
- 大廈情殺案（1959年）... 馮令儀
- 湖畔草（1959年）... 方敏如
- 通心樹（1959年）... 李玉清
- 情天血淚（1959年）... 方婷（播音員）
- 歡喜冤家（1959年）... 程南茜
- 連理枝（1960年）... 趙結嫻
- 慈母驕兒（1960年）... 唐綺雲
- 五月雨中花（上集）（1960年）... 高慧玲
- 五月雨中花（下集）（1960年）... 高慧玲
- 秋風殘葉（1960年）... 周家璧
- 荒山盜屍案（1960年）... 朱秀英
- 雷雨之夜（1960年）... 歐陽燕玲
- 山盟海誓（1961年）... 郭綺薇
- 999廿四小時奇案（1961年）... 何慧仙
- 追妻記（1961年）... 張慧玲
- 夜半幽靈（1961年）... 分飾 茱廸、李妮
- 清明時節（1962年）... 柳月媚
- 瓊樓魔影（1962年）... 周夢丹
- 神偷情賊（上集）（1962年）... 神偷容碧華
- 神偷情賊（下集）（1962年）... 神偷容碧華
- 難得有情郎（1962年）... 黃雪芳
- 胭脂賊（1962年）... 李玫瑰
- 女偵探（1963年）... 分飾 白玉霜、薔薇、王霜蘭
- 春到人間（1963年）... 張櫻
- 咖啡女郎（1963年）... 波妻
- 薄命紅顏（1963年）... 梁玉梅
- 萬劫鴛鴦（1963年）... 程愛蓮
- 金石盟（1963年）... 桂南施
- 幸福新娘（1963年）... 何夢霜
- 追蹤（1964年）... 蓮娜
- 一曲難忘（1964年）... 鴇母
- 情俠情仇（1964年）... 秦少華
- 恨海情花（1964年）... 沈秋雲
- 花花公子（1964年）... 周淑安
- 鴛夢重溫（1964年）... 周詠芬
- 真假情人（1965年）... 分飾 李美玉、蘇碧珊
- 丈夫的秘密（1965年）... 秦婉容
- 愛情永遠在懷念中（1965年）... 沈芝英
- 原來我負卿（1965年）... 沈翠紅
- 春怨（1965年）... 余鳳勤
- 夜半的鬼影（1966年）... 藍潔
- 親上加親（1966年）... 分飾 葉蔓絲、施蔓珠
- 彈劍江湖（上集）（1966年）... 艾紫君
- 彈劍江湖（下集）（1966年）... 艾紫君
- 飛賊含笑火（1966年）... 分飾 飛賊含笑火、嘉芙蓮
- 玉女追兇（1966年）... 謝美珍
- 深閨夢裡人（1966年）... 金寳蓮
- 如花美眷（1966年）... 崔瓊珍
- 肉搏明月灣（1966年）... 宋妮
- 英雄本色（1967年）... 麥主任
- 鐵膽恩仇（1967年）... 少英
- 小姐、先生、師奶（1967年）... 分飾 胡麗儀、葉瑪利
- 人海奇花（1967年）... 吳翠琴

## 電視節目
- 1987年《超級新星競選》評判
- 2006年《友緣相聚》第14集嘉賓

## 獎項
- 1962年《華僑晚報十大明星選舉》粵語十大明星

## 外部連結
- 嘉玲在香港影庫上的簡介